# Рігельман Микола Аркадійович
Рігельман Микола Аркадійович (29 вересня 1817 — 21 травня 1888) — український історик, публіцист, мандрівник, і громадський діяч слов'янофільського напряму (голова Київського слов'янського благодійного товариства), був близьким до Кирило-Мефодіївського Товариства. Онук О. Рігельмана.

## Біографія
Народився у селі Андріївка біля Чернігова. Закінчив Московський університет. З листопада 1839 перебував на службі у канцелярії Московського цивільного губернатора. У 1840 познайомився з Т. Шевченком, матеріально допомагав поету після повернення його із заслання.
Підтримував дружні взаємини з М. Костомаровим і П. Кулішем.
У середині 1840 років продовжував освіту у Празі, Відні та Пресбурзі, де встановив контакти з В. Ганкою, Л. Штуром, В. Караджичем, Я. Колларом і П. Шафариком.
З червня 1846 вступив на службу до канцелярії Київського військового, Подільского й Волинського генерал-губернатора.
1847 р. Рігельмана допитували у справі кирило-мефодіївців, і до 1850 р. він перебував під поліцейським наглядом.
1848 — секретар канцелярії, а згодом — скарбник Київського інституту шляхетних дівчат.
13 серпня 1848 р. був обраний дійсним членом Комісії для розгляду давніх актів.
Продовжив роботу разом із І. Самчевським, розпочату М. Костомаровим, над підготовкою до друку Літопису Величка.
1848—1851 рр. опублікував два томи цього видання під назвою «Летопись событий в Юго-Западной России в 17 ст.».
У серпні 1850 р. був призначений директором другої Київської гімназії та директором училищ Київської губернії.
1854 р. вийшов у відставку.
У 1857—1858 рр. і 1867 р. здійснив поїздки до Австрії, Німеччини і Франції. Його «Письма из Вены», передруковані згодом у зб. «Три поездки за границу» (1871), містять докладні відомості про культурне життя слов'ян за межами Російської імперії. Матеріально підтримував галицьких москвофілів, сприяв виходу газети «Слово». Був дійсним членом Товариства любителів російського письменства при Московському університеті, головою (з 1875 р.) Київського слов'янського благодійного товариства та Київського відділення Російського музичного товариства.
Помер у Києві.

## Творчість
Автор низки праць публіцистичного характеру, присвячених слов'янським і слов'янофільським проблемам того часу, зокрема:
- «Три поездки за границу» (1871)
- «О значений общения нашего со славянами» (1874)

Близько споріднений з Г. Ґалаґаном і В. Тарновським, приятель Костомарова й Куліша. Рігельман цікавився українським питанням, розглядаючи його з позицій консервативного слов'янофільства. Маючи доступ до урядових архівів, склав Записку про свідчення Шевченка в процесі Кирило-Методіївців, опубліковану у місячнику «Киевская старина» 1902.

## Зв'язки М.А.Рігельмана з Полтавщиною
Миколин прадід — Йоганн Рігельман приїхав до Росії 1711 року в складі почту нареченої царевича Олексія Петровича принцеси Шарлотти-Софії.
Прабабуся — Марфа Василівна — була з боку матері онукою генерального судді Василя Леонтійовича Кочубея, а з батьківської сторони — онукою гетьмана Данила Апостола.
Миколин батько — Аркадій Олександрович Рігельман, одружившись з Параскою Григорівною Галаган, поріднився з козацько-старшинським родом Галаганів. Двоюрідним братом Миколі доводився майже його ровесник Григорій Павлович Галаган (1819—1888) — меценат, українофіл, громадський діяч, уродженець с. Сокиринці Прилуцького повіту, який у своїй родовій садибі створив центр українського культурно-господарського руху.
Ось невеликий уривок зі спогадів художника Льва Жемчужникова (1828–1912), який  жив і працював декілька років у містах і селах  Полтавщини:
|  | Верств за п'ятдесят од Сокиринців жив двоюрідний брат Галагана Микола Аркадійович Рігельман. Він був багатий, гарний музикант, розумна, освічена людина… Жив він у селі Липовому (Роменський повіт Полтавської губернії), де зберігся старовинний липовий дім, з чарівним рундуком, який я малював. Сюди приходили бандуристи і лірники і я скликав хлопців і дівчат, їх малював і змушував співати, записуючи пісні; один із хлопців вельми добре співав; і вибір його пісень був цілком гарний, без найменшої домішки московщини і солдатчини. |

Закінчив Микола Рігельман Перше відділення філософського факультету Московського університету (1839), удостоєний ступеня кандидата (1840). Три роки жив за кордоном.
Після повернення до Києва Микола Аркадійович був призначений чиновником в канцелярію генерал-губернатора.
Немаловажну роль зіграв Микола Аркадійович у роботі Київської археографічної Комісії, утвореної 19 листопада 1843 року при Київському, Волинському і Подільському генерал-губернаторові. Об'єднуючи у своїх лавах як вчених-фахівців, так і аматорів, Комісія сприяла вихованню в Україні кадрів кваліфікованих істориків, археографів, архівістів. Біля її джерел стояв видатний вчений-енциклопедист, історик, перший ректор Київського університету, полтавець Михайло Максимович (1804–1873). Головну наукову силу Комісії становили її дійсні члени (12 чоловік), серед яких був і молодий кандидат  М. А. Рігельман. Безпосередньо у редагуванні видань брали участь лише 5 чоловік (серед них — М. А. Рігельман).
З середини 1840-х років Комісія мала тісні зв'язки з московськими архівами, які встановилися через генерал-губернатора Д. Г. Бібикова (1792–1870).
1846 р. ним у Москву був відряджений дійсний член Комісії М. А. Рігельман. Він зустрічався з керівництвом архіву Сенату, Оружейної палати, архіву Міністерства закордонних справ, домовляючись з ними про співробітництво з Київською Комісією. Через М. А. Рігельмана надійшов до Комісії і літопис полтавця Самійла Величка, що належав М. П. Погодіну.
Хто ж такий М. П. Погодін? Микола Петрович Погодін (1800–1875) — російський історик, літератор, професор Московського університету, один з учителів Миколи Аркадійовича. Влітку 1829 року він разом з актором М. Щепкіним здійснив поїздку в Україну. Погодін побував у м. Ромні (на відомому ярмарку), у Диканьці, Полтаві, де познайомився з І. П. Котляревським, вів з ним розмову про українську історію, життя українців, залишивши запис у щоденнику:
|  | Старик под шестьдесят лет, но веселый. Вид от него прекрасный. |

Оригінал безцінного твору був і переданий Комісії М. П. Погодіним через М. А. Рігельмана. Передаючи цю пам'ятку, Микола Петрович писав голові Комісії М. Є. Писарєву:
|  | Услышав от господина Ригельмана о желании Вашем напечатать мою малороссийскую летопись, посылаю ее в Ваше полное распоряжение. Прошу Вас именем истории хранить рукопись как зеницу ока, никому до времени не показывать, кроме нареченого издателя. |

Таким видавцем став М. І. Костомаров (1817—1885), молодий ад'юнкт кафедри російської історії Київського університету, а готував до друку літопис його товариш по Кирило-Мефодіївському товариству полтавець М. І. Гулак (1822—1899). Але їхня археографічна діяльність була перервана арештом навесні 1847 року.
Після них роботу над першим і другим томами літопису С. Величка продовжив М. А. Рігельман.
Відсутність необхідного досвіду і кваліфікації позначилась і на рівні видання. Микола Аркадійович відмовився від передачі тексту методом транслітерації, мотивуючи це виключно «удобством большинства читателей».
Він розкривав титла  (надрядковий знак над скорочено написаним словом або літерою) і скорочення слів, літери, що вийшли з вжитку, заміняв на сучасні. У 1848—1851 рр. Рігельман опублікував два томи цього видання під назвою «Летопись событий в Юго-Западной России в 17 ст.».
У виданні літопису С. Величка практично повністю відсутні примітки до тексту, належне археографічне оформлення. У невеликій передмові подана коротка інформація про джерело, його структуру, зовнішній вигляд, час складання. Такі ж самі недоліки були властиві і третьому тому літопису С. Величка за редакцією вчителя І. Самчевського (1855 р.).
Все ж перша публікація такої цінної літописної пам'ятки  була високо оцінена в рецензії «Современника» (1852 р.), де видання Київської Комісії з історії України поставлені на один рівень з аналогічними публікаціями Московського товариства  історії і старожитностей.
За визначенням полтавця М. П. Драгоманова Микола Рігельман — «урядовий українофіл», який вбачав у слов'янстві «особливий духовний організм», тому він і опинився в колі наближених до Кирило-Мефодіївського товариства.

Як свідчить з поміткою «Весьма секретно» лист генерал-губернатора Д. Г. Бібикова київському почтмейстеру (від 06.05.1847 р.) про затримання листів Т. Г. Шевченка та інших заарештованих у справі Кирило-Мефодіївського товариства, запідозрений у належності до нього був і Микола Аркадійович: 
|  | При чем доставлять также ко мне письма, какие будут получать на имя служащего в моей канцелярии чиновника Ригельмана. |

До 1850 року М. А. Рігельман перебував під поліційним наглядом.
Микола Аркадійович познайомився з Кобзарем ще 1840 року в Петербурзі. 1857 року він допоміг Тарасу Шевченку матеріально, цього ж року Рігельман опублікував у журналі «Русская беседа» (№ 8) рецензію на «Записки о Южной Руси», в ній дав високу оцінку поемі Шевченка «Наймичка», яка була написана 1845 р. у м. Переяславі (Полтавська губ.). Дія поеми розгортається на Полтавщині, ймовірно, поблизу Ромна і Лохвиці (с. Липове, яке там згадується, знаходилося в Роменському повіті).
Великий внесок М. Г. Рігельмана у справу увічнення пам'яток української народної творчості. Не маючи вдосталь коштів на видання збірників пісень, він збирав матеріали і все ж таки просував збірники до друку. Ще 1848 року Рігельман переконував Г. П. Галагана видати підготовлений полтавцем Михайлом Максимовичем  другий том пісень.
Сто пісень, записаних з голосу відомого виконавця українських народних пісень, етнографа, письменника, лікаря Степана Носа (1829–1900), корені роду якого з Хорольського повіту Полтавської губернії, стали основою відомої збірки «Народные  южнорусские песни» (вміщувала близько 800 українських народних пісень) уродженця Гадяцького повіту Полтавської губернії професора, етнографа Амвросія Метлинського (1814–1870). Одного разу, слухаючи спів Степана Носа, флегматичний Микола Аркадійович схопився з крісла і вигукнув: «Яка чарівність і краса, скільки душевної правди в цих квітках!». Дуже активно сприяв виданню цієї збірки Рігельман.
Він не обмежився лише добуванням коштів, а доповнив збірку піснями, зібраними ним, Г. Галаганом, іншими етнографами, взяв на себе всі редакційні, організаційні й видавничі клопоти. У листі до Г. П. Галагана (від 25.03.1853 р.) Микола Аркадійович писав:
|  | Я б привіз тобі зразки збірки українських пісень, що їх підготував до видання Метлинський…; він покладає багато надій на твоє сприяння і я також, якщо це видання здійсниться, то воно буде перше щодо систематичного розташування, отже, всі сторони життя народу як зовнішнього, так і внутрішнього відіб'ються у власному їхньому дзеркалі. |

Збірка побачила світ 1854 року коштом Г. П. Галагана. Російський поет Іван Аксаков так відгукнувся про неї:
|  | Що за розкіш пісні малоросійські в збірці Метлинського! Скільки в них художньої краси, грації! |

Двоюрідні брати Микола Рігельман і Григорій Галаган відіграли значну роль у розвитку української національної культури, мистецтва, освіти. Микола Аркадійович обожнював музику, любов до неї проніс через усе своє життя, він і помер за фортепіано 1888 року.

Цього ж року у м. Києві було відкрито пам'ятник Б. Хмельницькому.  Гліб Лазаревський (1877–1949), син відомого вченого-історика О. М. Лазаревського, відмітив у своїх спогадах: 
|  | Думка поставити цей пам'ятник у Києві виникла після придушення польського повстання 1863 року й чи не першими піонерами були Микола Рігельман і Михайло Юзефович. Думка ця знайшла цілковиту підтримку в Петербурзі.... |